# Achin' and Shakin'
Achin' and Shakin' è il secondo album della cantante country statunitense Laura Bell Bundy. È stato pubblicato il 13 aprile 2010 dall'etichetta discografica Mercury Nashville, anticipato dal singolo Giddy On Up incluso nel disco. Come secondo singolo è stato poi estratto un secondo brano, Drop On By.
L'album è entrato alla ventottesima posizione della classifica statunitense vendendo 14 992 copie e a fine giugno 2010 aveva venduto 72 181 copie.

## Tracce
CD (Mercury 06025 2738429 (UMG) / EAN 0602527384290)
1. Drop On By (Brice Long, Ronnie Rogers) - 3:10
2. Curse the Bed (Laura Bell Bundy, Nathan Chapman, Andrew Dorff) - 3:24
3. Cigarette (Laura Bell Bundy, Nathan Chapman) - 3:51
4. Please (Laura Bell Bundy, Brice Long, Tommy Lee James) - 3:40
5. Homecoming Queen (Laura Bell Bundy) - 4:31
6. When It All Goes South (Laura Bell Bundy, Nathan Chapman) - 4:29
7. Giddy On Up (Laura Bell Bundy, Jeff Cohen, Mike Shimshack) - 3:28
8. I'm No Good (For Ya Baby) (Laura Bell Bundy, Mike Shimshack) - 4:02
9. Rebound (Laura Bell Bundy, Jerry Flowers) - 3:08
10. Boyfriend? (Laura Bell Bundy, Barry Dean, Luke Laird) - 3:54
11. If You Want My Love (Laura Bell Bundy) - 3:24
12. Everybody (Laura Bell Bundy, Luke Laird, Mike Shimshack) - 3:13

## Classifiche
| Classifica (2010)     | Posizione massima |
| --------------------- | ----------------- |
| Norvegia              | 34                |
| Stati Uniti           | 28                |
| Stati Uniti (Country) | 5                 |